# 雙殼類 (加利福尼亞州)
雙殼類（英語：Bivalve）是位於美國加利福尼亞州馬林縣的一個非建制地區。該地的面積和人口皆未知。

## 地理
雙殼類的座標為38°05′33″N 122°49′38″W / 38.09250°N 122.82722°W，而該地的平均海拔高度為13米（即43英尺）。